# Nyírtura
Nyírtura is een plaats (község) en gemeente in het Hongaarse comitaat Szabolcs-Szatmár-Bereg. Nyírtura telt 1794 inwoners (2001).